# Corallorhiza
Genre
Classification phylogénétique
Corallorhiza est un genre d'orchidées terrestres comptant une quinzaine d'espèces.

## Étymologie
Corallorhiza littéralement Racine de corail.

## Biologie
Plantes sans chlorophylle, ne pratiquant pas la photosynthèse, mais vivant en symbiose avec des champignons.

## Répartition
À l'exception de Corallorhiza trifida, qui est circumboréal, le genre est limité à l'Amérique du Nord.

## Culture
La vie de ces orchidées est conditionnée par la symbiose avec un champignon, ce qui fait que leur culture n'a jamais pu être réalisée.

## Liste d'espèces
- Corallorhiza anandae
- Corallorhiza arizonica
- Corallorhiza bentleyi
- Corallorhiza bigelovii
- Corallorhiza bigelovii
- Corallorhiza bulbosa
- Corallorhiza corallorrhiza
- Corallorhiza ekmanii
- Corallorhiza macrantha
- Corallorhiza maculata
- Corallorhiza mertensiana
- Corallorhiza odontorhiza
- Corallorhiza striata
- Corallorhiza trifida
- Corallorhiza wisteriana

### Espèce européenne
- Corallorhiza trifida Châtel., 1760 - Racine de corail. C'est l'espèce type.

## Conservation
Les espèces du genre Corallorhiza sont pour la plupart protégées dans leur aire de répartition, en Europe, Canada et États-Unis.

## Galerie

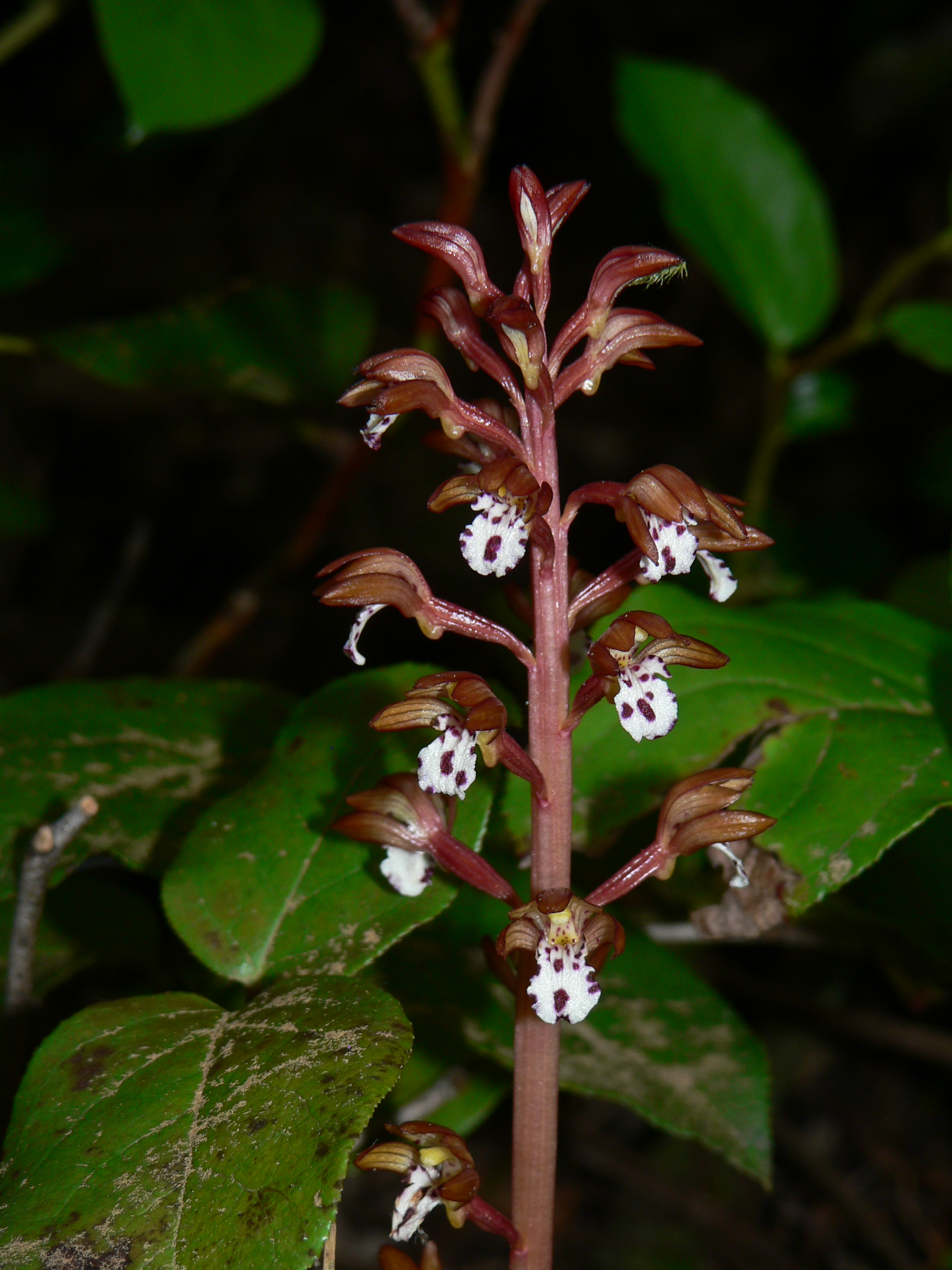
Corallorhiza maculata
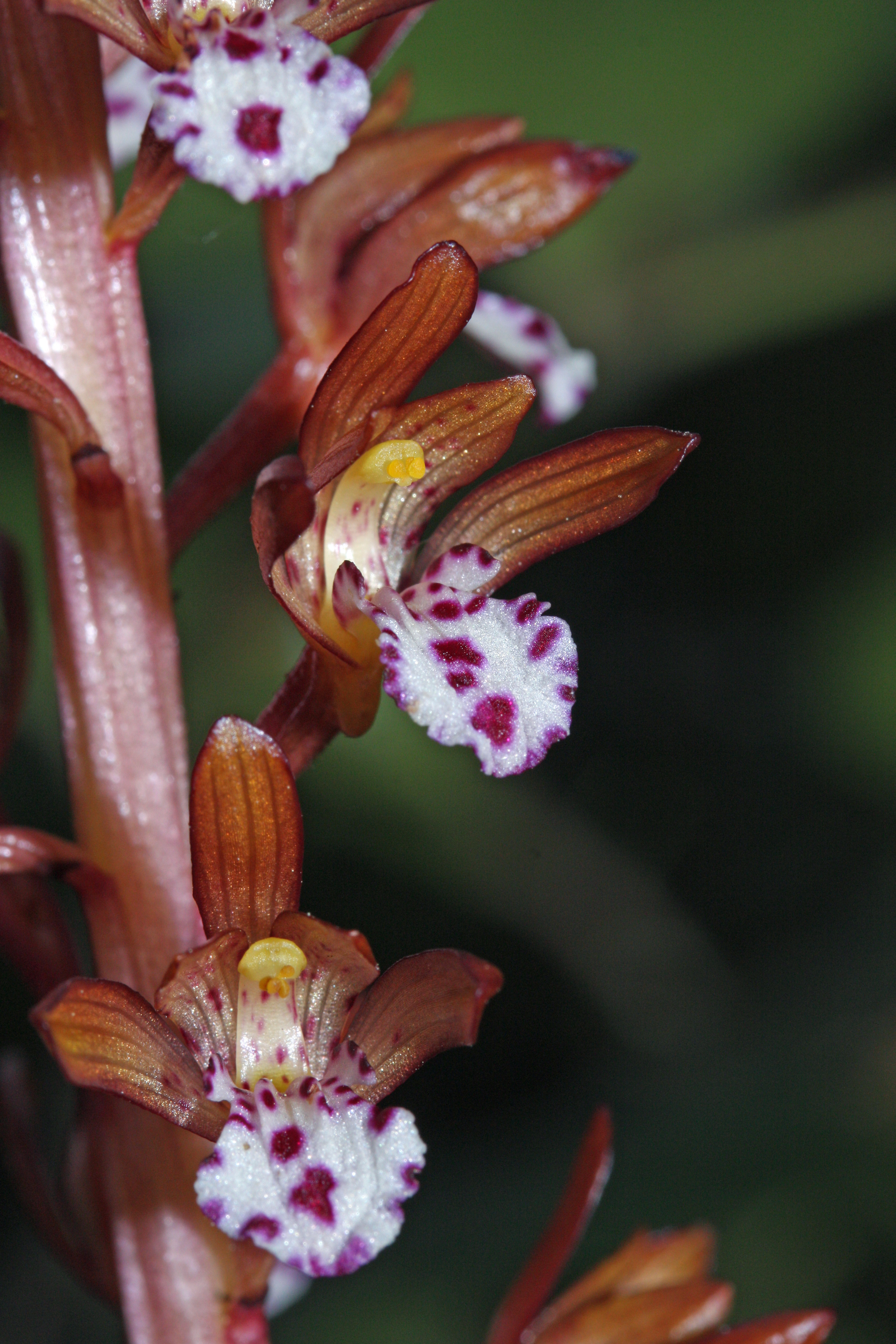
Corallorhiza maculata
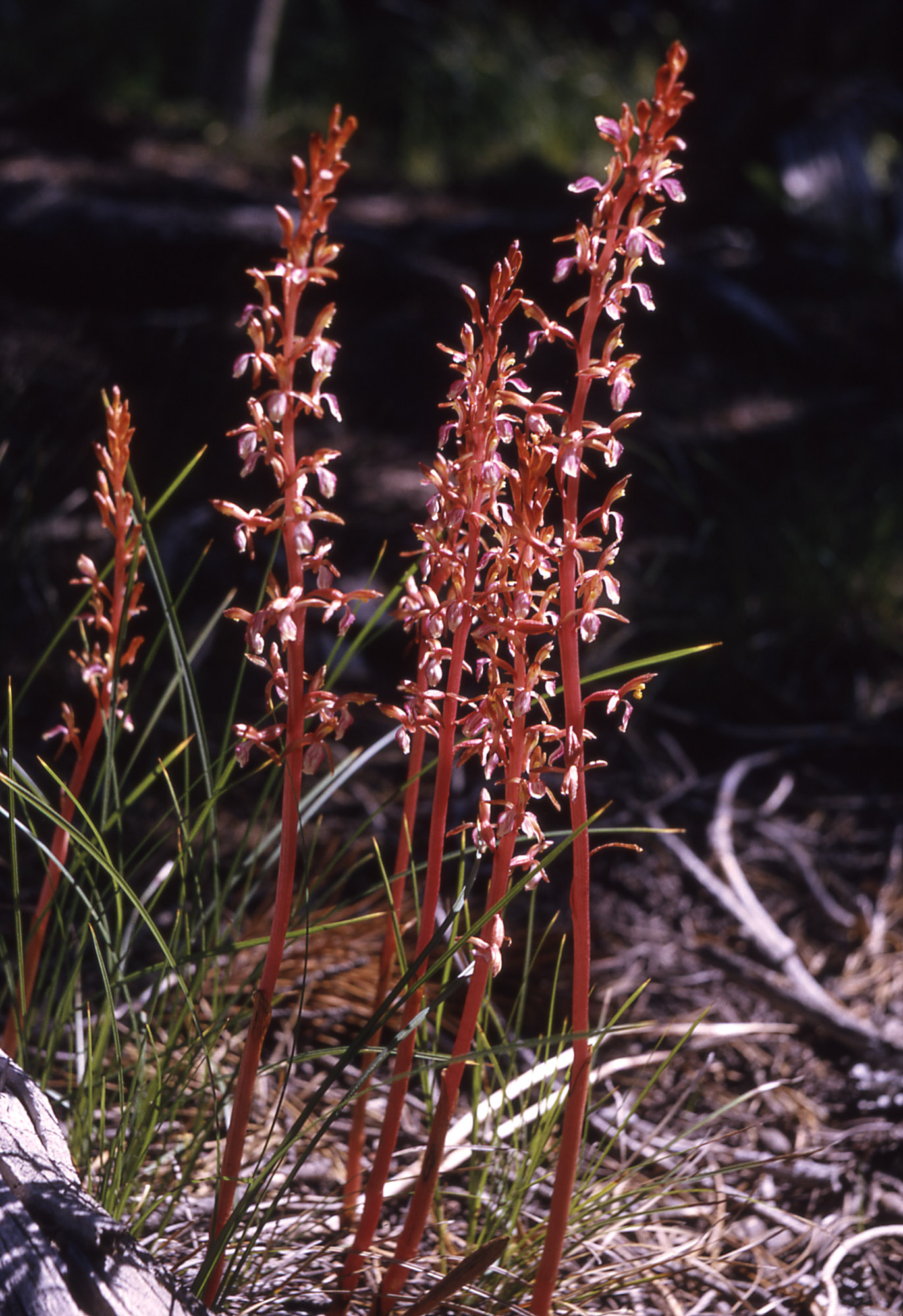
Corallorhiza mertensiana
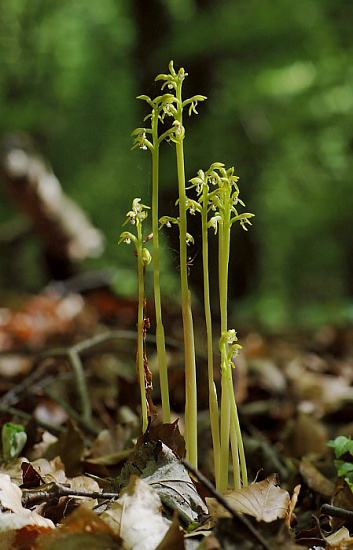
Corallorrhiza trifida
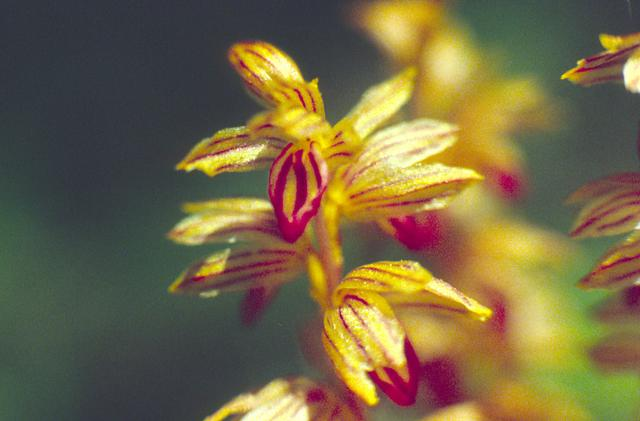
Corallorhiza striata
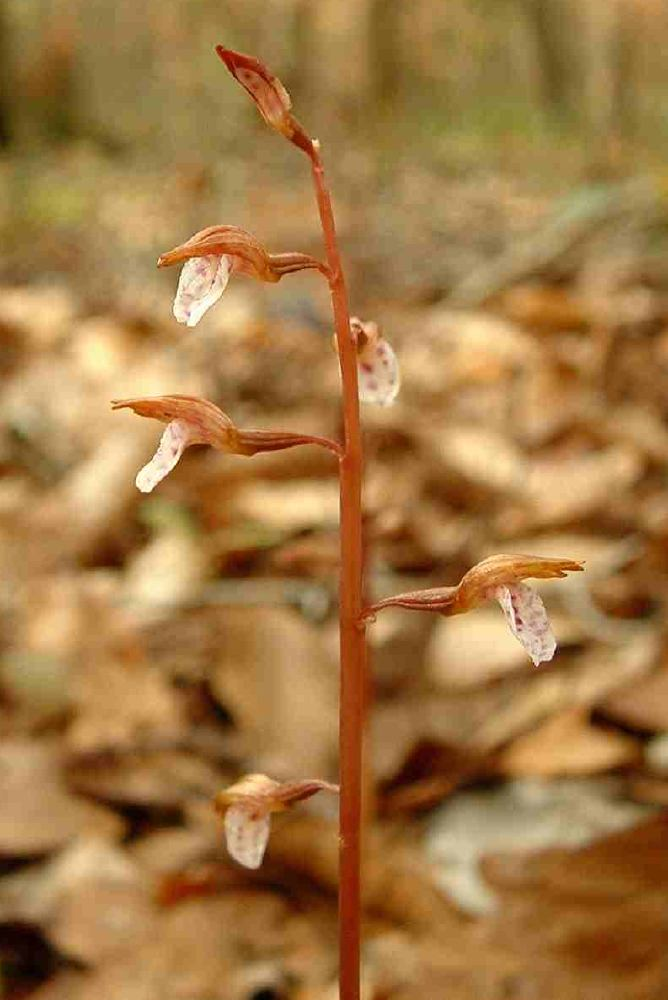
Corallorhiza wisteriana